# 陈阳 (曲棍球运动员)
陈阳（1997年2月15日—），中国女子曲棍球运动员，2014年夏季青年奥林匹克运动会女子曲棍球金牌得主、2016年女子亚洲冠军杯银牌得主、2022年亚洲运动会女子曲棍球金牌得主。